# Julien Joseph Leplat
Julien Joseph Leplat (* 1889 in  Andenne; † September 1944 im KZ Buchenwald) war ein belgischer römisch-katholischer Geistlicher und Märtyrer.

## Leben
Julien Joseph Leplat, dessen Vater eine leitende Position im ehemaligen Industrieort Sclaigneaux hatte, wurde in Vezin (Ortsteil von Andenne) unweit Namur an der Maas geboren. Er besuchte Schulen in Namur und Floreffe und wurde 1915 zum Priester geweiht. Dann war er Vikar in Houffalize, Gedinne und Érezée und schließlich Pfarrer in Heer (Hastière) an der Grenze zu Frankreich.
Wegen Widerstandsaktivitäten wurde er am 7. Januar 1944 festgenommen und kam über die Gefängnisse Dinant, Saint-Gilles/Sint-Gillis und Charleroi in das KZ Buchenwald, wo er im September 1944 im Alter von 54 Jahren starb.